# Episodi di Scatola nera (prima stagione)
La prima stagione della serie televisiva Scatola Nera, composta da 8 episodi, è stata pubblicata sulla piattaforma Amazon Prime Video il 25 novembre 2019.
| nº | Titolo    | Pubblicazione    |
| -- | --------- | ---------------- |
| 1  | Tobia     | 25 novembre 2019 |
| 2  | Monica    | 25 novembre 2019 |
| 3  | Antonio   | 25 novembre 2019 |
| 4  | Marta     | 25 novembre 2019 |
| 5  | Chiara    | 25 novembre 2019 |
| 6  | Luca      | 25 novembre 2019 |
| 7  | Enzo      | 25 novembre 2019 |
| 8  | Valentina | 25 novembre 2019 |